# Methysia
Methysia is een geslacht van vlinders van de familie spinneruilen (Erebidae), uit de onderfamilie Arctiinae.

## Soorten
- M. aenetus Schaus, 1896
- M. melanota Hampson, 1909
- M. notabilis Walker, 1854